# Develtos
Develtos (en griego: Δεβελτός, Δηβελτός, Δεουελτòς, Δεούελτος, Διβηλτóς) o Deultum  era una antigua ciudad y obispado en Tracia. Estaba ubicado en la desembocadura del río Sredetska en la costa oeste del lago Mandrensko, que anteriormente formaba parte del golfo de Burgas, y cerca del moderno pueblo de Debelt.

## Historia

### Período clásico

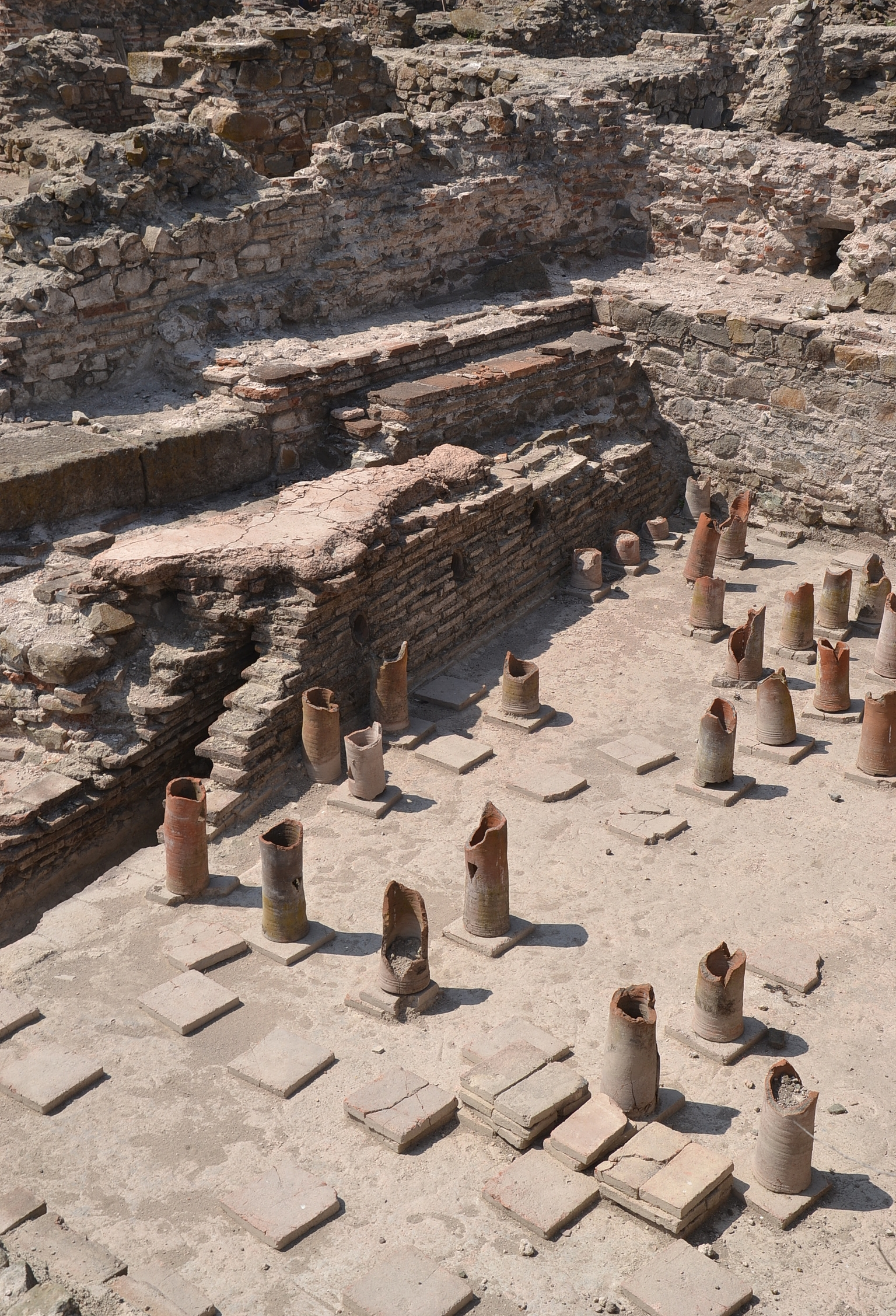
Hipocausto en Deultum

Develton (tracio: Debelton, "área de dos pantanos") fue fundada como un emporio de Apollonia Pontica en el siglo VII a. C. Desde el siglo VI hasta el siglo IV a. C., el asentamiento sirvió como un importante lugar de comercio entre tracios y griegos.
Develton fue anexado al Imperio romano en el 46 d. C. y pasó a formar parte de la provincia de Tracia. La construcción de una colonia para los veteranos de la legión VIII Augusta en Develton probablemente se planeó antes del 69 d. C., pero se retrasó debido al estallido de la guerra civil del 69. Es posible que los veteranos se hayan asentado en Develton debido a su proximidad a la región vecina de Mesia, donde antes tenía su base la legión. La ubicación también fue elegida para una colonia de veteranos, ya que los veteranos tenían la formación adecuada necesaria para el drenaje de las marismas locales, lo que permitió desarrollar y explotar el área. La colonia fue construida así durante el reinado del emperador Vespasiano, y se llamó Colonia Flavia Pacis Deultensium, o Colonia Flavia Pancensis Deultum. La inclusión de "paz" (Pacis) en el título de la colonia probablemente se refirió a la conclusión de la guerra civil. La ciudad tenía un territorio extenso, como atestiguan las inscripciones en Panchevo y Sladki Kladenci cerca de Burgas.

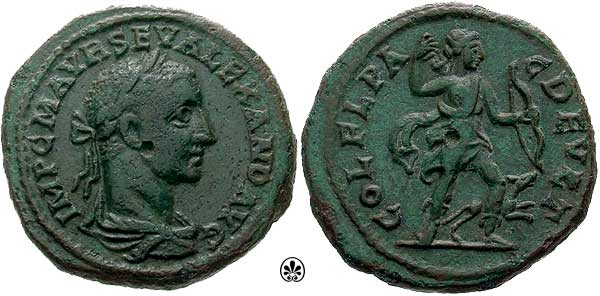
Una moneda de bronce de Alejandro Severo acuñada en Deultum

Plinio el Viejo hace referencia a la ciudad en su Naturalis Historia. En el 82 d. C., la población de Deultum solicitó a Tito Avidio Quieto que se convirtiera en patrón de la ciudad. El emperador Trajano acuñó monedas de bronce conmemorativas para celebrar el 30.º aniversario de la fundación de Deultum. Entre el 130 y el 150 d. C., la ciudad sufrió graves daños por los ataques bárbaros.
A finales del siglo II y principios del siglo III, Deultum tenía un área de aproximadamente 62 acres y había templos dedicados a Asclepio y Cibeles. Una ceca estuvo activa en Deultum desde el reinado de Caracalla hasta el del emperador Felipe el Árabe. La ciudad se menciona en el Itinerario de Antonino, compuesto a principios del siglo III. Después de su ascensión al trono, el emperador Felipe el Árabe viajó a través de Deultum en 244 en ruta desde Circesium a Roma, y se acuñaron monedas adventus para celebrar su presencia.
Deultum fue saqueada por los godos en la segunda mitad del siglo III y fue reconstruido poco después. Más tarde, la ciudad pasó a formar parte de la provincia de Haemimontus, y el emperador Diocleciano viajó a través de Deultum en 294 mientras se dirigía desde Sirmio a Nicomedia. Las legiones I Flavia Pacis, II Flavia Pacatiana y III Flavia Pacis pueden haber sido estacionadas en Deultum y sus alrededores por Diocleciano o el emperador Constancio II.
En la batalla de Deultum en el verano de 377 durante la guerra gótica de 376-382, un ejército romano de Oriente fue derrotado por un grupo de asalto godo en las afueras de Deultum, y la ciudad fue saqueada. Más tarde, Deultum fue reconstruida a menor escala y, en la segunda mitad del siglo V, se construyeron nuevos muros y se demolieron todos los edificios desprotegidos para garantizar que las fuerzas hostiles no los usaran para cubrirse. Sin embargo, las murallas fueron destruidas por los eslavos y los ávaros a finales del siglo VI.

### Período medieval
Develtos se encontraba en la frontera con Bulgaria después del tratado de 716 entre el emperador Teodosio III y el kan Tervel, y se convirtió en un importante puesto defensivo en la guerra con los búlgaros. Como consecuencia del tratado, la ciudad fue situada en el borde de una tierra de nadie despoblada conocida como Zagoria («más allá de las montañas [Haemus]») para los búlgaros. La oficina de kommerkia de Develtos se atestigua por primera vez en el siglo VIII. Zagoria fue retomada por el emperador Constantino V en 756, y así, a principios del siglo IX, la ciudad se había convertido en parte de una cadena de bases militares en el norte de Tracia que ayudó a confinar a los búlgaros al norte de las montañas Haemus.
En mayo de 812, el kan Krum sitió Develtos y en junio la ciudad se rindió. Los sifones utilizados para disparar fuego griego, un arma naval incendiaria, fueron saqueados cuando la ciudad fue tomada. Krum posteriormente destruyó Develtos y sus fortificaciones, y reubicó por la fuerza a la población de la ciudad en territorio búlgaro. La despoblación de Develtos sugiere que Krum no planeó inicialmente ocupar permanentemente el territorio. Sin embargo, Krum luego repobló Develtos con búlgaros, y anexó la ciudad a una nueva provincia administrada por su hermano en 814. La provincia se subdividió en dos distritos, uno a cada lado del río Tundzha, y Develtos fue administrada como parte del lado izquierdo por el boyardo Irataïs y sus subordinados, los strategoi Cordyles y Gregoras. La victoria del emperador León V sobre el kan Omurtag en abril de 816 cerca de Mesembria condujo a la negociación y ratificación de un tratado en septiembre, que devolvió la ciudad al control romano.
Según el tratado de 816, la gran cerca, una empalizada de terracería fortificada, fue construida por Bulgaria al noroeste de Develtos para marcar la frontera entre los dos estados. Después de las incursiones búlgaras en Tracia en 853, la emperatriz Teodora cedió la ciudad al kan Boris I, para entonces Develtos todavía estaba parcialmente en ruinas. Boris I restauró la ciudad al Imperio Romano, y puede haber sido bautizado en la ciudad, en 864. Una embajada enviada por el Papa Nicolás I al emperador Miguel III en 866 no pudo ingresar al imperio y se vio obligada a esperar 40 días en Develtos, después de lo cual la embajada abandonó su tarea y viajó a Pliska. La embajada tenía la tarea de informar al emperador de la condena del Papa al patriarca Focio I de Constantinopla, y estaba formada por Donato, obispo de Ostia, el diácono Marino y el sacerdote León.
Develtos fue cedido al zar Simeón I en el tratado de 896 y designado como el sitio donde se entregaría el tributo anual a los búlgaros. Simeón I lanzó su campaña contra Constantinopla a través de Develtos en el verano de 913, comenzando así la guerra de 913-927. Según las estipulaciones del tratado de 927, el zar Pedro I cedió el control de la ciudad al emperador Romano I, y Develtos se convirtió en parte del thema de Tracia.
En 1087, Develtos fue transferida al thema recién creado de Anchialos por el emperador Alejo I. La ciudad fue el refugio temporal del emperador Alejo III Ángelo a mediados de julio de 1203 después de haber huido de Constantinopla ante la llegada de la Cuarta Cruzada. Develtos fue conquistada por el Segundo Imperio Búlgaro tras la batalla de Adrianópolis en 1205, pero fue recuperada por Miguel Glabas Tarcaniota en 1263. La ciudad decayó y se despobló en el siglo XIV, ya sea por los ataques turcos, o por la sedimentación de su laguna. Develtos fue conquistada por el Imperio Otomano en 1396.

## Historia eclesiástica
La diócesis de Develtos se estableció en el siglo II d. C. y el obispo Elio Publio Julio está atestiguado hacia finales del siglo. Su condena del montanismo sugiere que los montanistas estaban presentes en el área en la década de 170, y probablemente Julio asistió a un sínodo en Hierápolis en Frigia para combatir la herejía. El título de obispo era de Develtos y Sozópolis hasta que esta última se convirtió en una diócesis por derecho propio potencialmente en el siglo V.
Atanasio, obispo de Develtos y Sozópolis, asistió al concilio de Éfeso en 431, e inicialmente apoyó las enseñanzas de Nestorio, Patriarca de Constantinopla, pero luego adoptó la posición ortodoxa declarada en el concilio. Joviano o Jovino asistió al sínodo de Constantinopla en 448 y al concilio de Calcedonia en 451.

## Exploración arqueológica
Se han realizado excavaciones desde 1981 con una interrupción hacia el cambio de siglo. Se han explorado estructuras de época romana y bizantina (termas, templo del culto imperial, fortificaciones). Junto a él se abrió un museo dedicado al sitio en 2016. Las exhibiciones incluyen una cabeza de bronce de Septimio Severo (de una estatua dañada por el fuego).
En 2020, los arqueólogos descubrieron un sarcófago del siglo II o III d. C. con una inscripción griega que demostraba que Develtos era una ciudad portuaria.